# Goyapriset för bästa manliga huvudroll
Goyapriset för bästa manliga huvudroll (spanska Premio Goya a la mejor interpretación masculina protagonista) är en priskategori för Goyapriset, det största filmpris som delas ut i Spanien.
Listan visar den vinnande filmen i fet stil, följt av de nominerade filmerna.

## 1980-talet
- 1987 Fernando Fernán Gómez - Mambrú se fue a la guerra
  - Jorge Sanz - El año de las luces
  - Juan Diego - Dragon Rapide
  - José Manuel Cervino - La guerra de los locos

- 1988 Alfredo Landa - El bosque animado
  - José Manuel Cervino - La guerra de los locos
  - Imanol Arias - El lute: camina o revienta

- 1989 Fernando Rey - Diario de invierno
  - José Soriano - Espérame en el cielo
  - Antonio Ferrandis - Jarrapellejos
  - Imanol Arias - El lute II: mañana seré libre
  - Alfredo Landa - Sinatra

## 1990-talet
- 1990 Jorge Sanz - Aventis
  - Fernando Fernán Gómez - Esquilache
  - Fernando Fernán Gómez - El mar y el tiempo
  - Juan Diego - La noche oscura
  - Alfredo Landa - El río que nos lleva

- 1991 Andrés Pajares - ¡Ay, Carmela!
  - Imanol Arias - A solas contigo
  - Antonio Banderas - Bind mig, älska mig!

- 1992 Fernando Guillén - Don Juan en los infiernos
  - Jorge Sanz - Amantes
  - Gabino Diego - El rey pasmado

- 1993 Alfredo Landa - La marrana
  - Jorge Sanz - Belle Époque
  - Javier Bardem - Jamón, jamón

- 1994 Juan Echanove - Madregilda
  - Javier Bardem - Huevos de oro
  - Imanol Arias - Intruso

- 1995 Carmelo Gómez - Días contados
  - Alfredo Landa - Canción de cuna
  - Gabino Diego - Los peores años de nuestra vida

- 1996 Javier Bardem - Boca a boca
  - Álex Angulo - El día de la Bestia
  - Federico Luppi - Nadie hablará de nosotras cuando hayamos muerto

- 1997 Santiago Ramos - Como un relámpago
  - Carmelo Gómez - El perro del hortelano
  - Antonio Banderas - Two Much

- 1998 Antonio Resines - La buena estrella
  - Jordi Mollà - La buena estrella
  - Javier Bardem - Carne trémula

- 1999 Fernando Fernán Gómez - El abuelo
  - Eduardo Noriega - Abre los ojos
  - Gabino Diego - La hora de los valientes
  - Antonio Resines - La niña de tus ojos

## 2000-talet
- 2000 Francisco Rabal - Goya en Burdeos
  - José María Pou - Amic/Amat
  - Fernando Fernán Gómez - La lengua de las mariposas
  - Jordi Mollà - Segunda piel

- 2001 Juan Luis Galiardo - Adiós con el corazón
  - Juan Diego Botto - Plenilunio
  - Carmelo Gómez - El portero
  - Miguel Ángel Solá - Sé quién eres (I Know Who You Are)

- 2002 Eduard Fernández - Fausto 5.0
  - Eusebio Poncela - Intacto (Intact)
  - Tristán Ulloa - Sex och Lucia (Lucía y el sexo)
  - Sergi López - Sólo mía (Mine Alone)

- 2003 Javier Bardem - Los lunes al sol (Mondays In The Sun)
  - Sancho Gracia - 800 balas (800 Bullets)
  - Juan Luis Galiardo - El caballero Don Quijote (Don Quixote, Knight Errant)
  - Javier Cámara - Hable con ella (Talk to Her)

- 2004 Luis Tosar - Te doy mis ojos (Take My Eyes)
  - Ernesto Alterio - Días de fútbol (Soccer Days)
  - Alfredo Landa - La luz prodigiosa (The End of a Mystery)
  - Javier Cámara - Torremolinos 73

- 2005 Javier Bardem - Gråta med ett leende (Mar adentro)
  - Eduard Fernández - Cosas que hacen que la vida valga la pena
  - Guillermo Toledo - Crimen ferpecto (Ferpect Crime)
  - Eduardo Noriega - El Lobo (Wolf)

- 2006 Óscar Jaenada - Camarón
  - Eduard Fernández - El método
  - Juan José Ballesta - 7 vírgenes (7 Virgins)
  - Manuel Alexandre - Elsa & Fred

- 2007 Juan Diego - Vete de mí
  - Daniel Brühl - Salvador (Puig Antich)
  - Sergi López - Pans labyrint
  - Viggo Mortensen - Alatriste

- 2008 Alberto San Juan - Bajo las estrellas
  - Alfredo Landa - Luz de Domingo
  - Álvaro de Luna - El prado de las estrellas
  - Tristán Ulloa - Mataharis

- 2009 Benicio Del Toro - Che - Argentinaren
  - Javier Cámara - Fuera de carta
  - Raúl Arévalo - The Blind Sunflowers (Los girasoles ciegos)
  - Diego Luna - Sólo quiero caminar

## 2010-talet
- 2010 Luis Tosar – Cell 211
  - Ricardo Darín – El secreto de sus ojos
  - Jordi Mollà – El cónsul de Sodoma
  - Antonio de la Torre Martín – Gordos

- 2011 Javier Bardem – Biutiful
  - Ryan Reynolds – Buried
  - Antonio de la Torre Martín - Balada triste de trompeta
  - Luis Tosar – También la lluvia

- 2012 José Coronado – No habrá paz para los malvados
  - Antonio Banderas - La piel que habito
  - Daniel Brühl – Eva
  - Luis Tosar – Mientras duermes

- 2013 José Sacristán – El muerto y ser feliz
  - Daniel Giménez Cacho – Blancanieves
  - Jean Rochefort – El artista y la modelo
  - Antonio de la Torre – Unit 7 (Grupo 7)

- 2014 Javier Cámara – Living Is Easy with Eyes Closed (Vivir es fácil con los ojos cerrados)
  - Tito Valverde – 15 años y un día
  - Antonio de la Torre – Caníbal
  - Eduard Fernández – Todas las mujeres

- 2015 Javier Gutiérrez – Marshland (La isla mínima)
  - Ricardo Darín – Wild Tales
  - Raúl Arévalo – Marshland (La isla mínima)
  - Luis Bermejo – Magical Girl

- 2016 Ricardo Darín – Vänner för livet (Truman)
  - Pedro Casablanc – B
  - Luis Tosar – Den okände (El desconocido)
  - Asier Etxeandia – La novia

- 2017 Roberto Álamo – Dödens apostel (Que Dios nos perdone)
  - Luis Callejo – The Fury of a Patient Man (Tarde para la ira)
  - Antonio de la Torre – The Fury of a Patient Man (Tarde para la ira)
  - Eduard Fernández – En man med tusen ansikten (El hombre de las mil caras)

- 2018 Javier Gutiérrez – Författaren (El autor)
  - Andrés Gertrúdix – Morir
  - Javier Bardem – Loving Pablo Escobar
  - Antonio de la Torre – Abracadabra

- 2019 Antonio de la Torre – El reino
  - Javier Gutiérrez – Campeones
  - Javier Bardem – Alla vet (Todos lo saben)
  - José Coronado – Din son (Tu hijo)

## 2020-talet
- 2020 Antonio Banderas – Smärta och ära (Dolor y gloria)
  - Antonio de la Torre – Den ändlösa skyttegraven (La trinchera infinita)
  - Karra Elejalde – While at War (Mientras dure la guerra)
  - Luis Tosar – Öga för öga (Quien a hierro mata)

- 2021 Mario Casas – No matarás
  - Javier Cámara – Sentimental
  - Ernesto Alterio – Un mundo normal
  - David Verdaguer – Uno para todos

- 2022 Javier Bardem – Världens bästa chef (El buen patrón)
  - Javier Gutiérrez – La hija
  - Eduard Fernández – Mediterráneo
  - Luis Tosar – Maixabel

- 2023 Denis Ménochet – The Beasts (As bestas)
  - Luis Tosar – En los márgenes
  - Nacho Sánchez – Mantícora
  - Javier Gutiérrez – Prison 77 (Modelo 77)
  - Miguel Herrán – Prison 77 (Modelo 77)